# Панкратов, Семён Юрьевич
Семён Юрьевич Панкратов (род. 26 мая 1998, Москва) — российский хоккеист, нападающий.

## Биография
Играл за детско-юношеские команды клубов «Одинцово» (2006—2007), московские «Крылья Советов» (2007—2008, 2012—2014), ЦСКА (2009—2011), «Динамо» (2014—2015). Был выбран «Динамо» на драфте юниоров КХЛ 2015 в 3 раунде под 78-м номером. Играл в МХЛ за клубы ХК МВД Балашиха (2015/16 — 2016/17), МХК «Динамо» Москва (2017/18 — 2018/19). С сезона 2018/19 стал выступать в КХЛ. Играл также в ВХЛ за фарм-клубы «Буран» Воронеж (2018/19), «Динамо» Тверь (2019/20), «Динамо» Красногорск (2020/21). В августе 2021 года покинул «Динамо» и перешёл в ЦСКА. 10 ноября 2023 года был обменян в «Адмирал». 18 июля 2024 года «Адмирал» подписал с Панкратовым пробный контракт, 31 июля расстался с ним, а 13 августа обменял в «Трактор».

## Достижения
- Чемпион России (2022, 2023)
- Обладатель Кубка Гагарина (2022, 2023)
- Третий призёр чемпионата России (2020)[7]